# Leptonychia dewildei
Leptonychia dewildei är en malvaväxtart som beskrevs av Jacques Nicolas Ernest Germain de Saint-Pierre. Leptonychia dewildei ingår i släktet Leptonychia och familjen malvaväxter. Inga underarter finns listade i Catalogue of Life.